# Jack le ramoneur
Pour plus de détails, voir Fiche technique et Distribution.
Jack le ramoneur est un film muet de Georges Méliès sorti en 1906.

## Synopsis
Jack, un garçon kidnappé travaillant comme ramoneur, est brutalement traité et souvent battu par son violent employeur. S'endormant après une longue journée, il rêve de sa mère perdue et des contes de fées qu'il a entendu. Les souvenirs se transforment en un voyage à travers le monde des rêves, dirigé par la fée des rêves, qui transforme Jack en un roi au milieu des célébrations d'une cour royale. Le rêve se termine brusquement quand Jack est réveillé par son employeur pour commencer sa journée de travail.
Jack est occupé à travailler quand, derrière des briques à l'intérieur d'une cheminée, il tombe sur une boîte pleine d'or et d'argent cachée depuis de nombreuses années. L'employeur tente de prendre possession du trésor mais Jack s'enfuit. Une poursuite s'ensuit à travers le quartier, avec des citadins et des serviteurs. Jack s'échappe et se cache juste avant que son employeur tombe dans une fosse. Le trouvant couvert de boue, les spectateurs le plongent dans un tonneau d'eau.
Par chance, Jack réussit à rencontrer sa famille et peut rentrer chez lui. Entouré de richesses, il pardonne à son ancien employeur.

## Fiche technique
- Titre : Jack le ramoneur
- Réalisation : Georges Méliès
- Date de sortie : France : 1906